# Palamocladium celebesiae
Palamocladium celebesiae là một loài rêu trong họ Brachytheciaceae. Loài này được Müll. Hal. Müll. Hal. mô tả khoa học đầu tiên năm 1896.